# 733
| 733                |
| ------------------ |
| Dødsfald - Fødsler |
|                    |

| Gregoriansk kalender | 733 DCCXXXIII           |
| Ab urbe condita      | 1486                    |
| Armensk kalender     | 182 ԹՎ ՃՁԲ              |
| Kinesiske kalender   | 3429 – 3430 壬申 – 癸酉 |
| Etiopisk kalender    | 725 – 726               |
| Jødisk kalender      | 4493 – 4494             |
| Hindukalendere       |                         |
| - Vikram Samvat      | 788 – 789               |
| - Shaka Samvat       | 655 – 656               |
| - Kali Yuga          | 3834 – 3835             |
| Iransk kalender      | 111 – 112               |
| Islamisk kalender    | 114 – 116               |

Se også 733 (tal)

## Dødsfald
| År | Spire Denne artikel om et år, årti, århundrede eller årtusinde er en spire som bør udbygges. Du er velkommen til at hjælpe Wikipedia ved at udvide den. |